# Zend Framework
Het Zend Framework is een hulpmiddel bij het schrijven van software die vooral in webserver wordt ingezet. Het is een open-source raamwerk, ontwikkeld in objectgeoriënteerde PHP5 code door Zend Technologies. Dit in lijn met PHP, waarvoor de parsing engine ook door Zend Technologies wordt ontwikkeld. Het Zend Framework wordt uitgebracht onder een BSD-licentie.
Het is onderdeel van het PHP Collaboration Project, bestaande uit:
- Zend Developer Zone
- Eclipse-based PHP-IDE
- Zend Framework

Het framework is gebaseerd op het MVC Model. De verschillende componenten van het framework kunnen ook afzonderlijk gebruikt worden. Voorbeelden van componenten in het Zend Framework zijn Zend_Log, Zend_Config en Zend_Feed.
Na de introductie van Zend Framework 2, een nieuw generatie framework die gebruik maakt van de mogelijkheden van nieuwe versies van PHP, wordt naar het originele Zend Framework verwezen als Zend Framework 1.

## Uitfasering
Op 28 juni 2016 heeft Zend Framework bekendgemaakt dat Zend Framework 1 zijn end of life op 28 september 2016 zou bereiken. Vanaf dat moment wordt het framework niet meer actief ontwikkeld, en wordt aanbevolen om applicaties te migreren naar Zend Framework 2, of het nieuwe Zend Framework 3.